# Аль-Мансур Али I
Аль-Мансур Али I (англ. Al-Mansur Ali I) (1738 — 25 октября 1809) — имам Йемена, который правил в 1775—1809 годах. Он принадлежал к семье Касимидов, ведущей свою родословную от пророка Мухаммеда, члены этой семьи играли ведущую роль в Зейдитском имамате в 1597—1962 годах.

## Начало правления

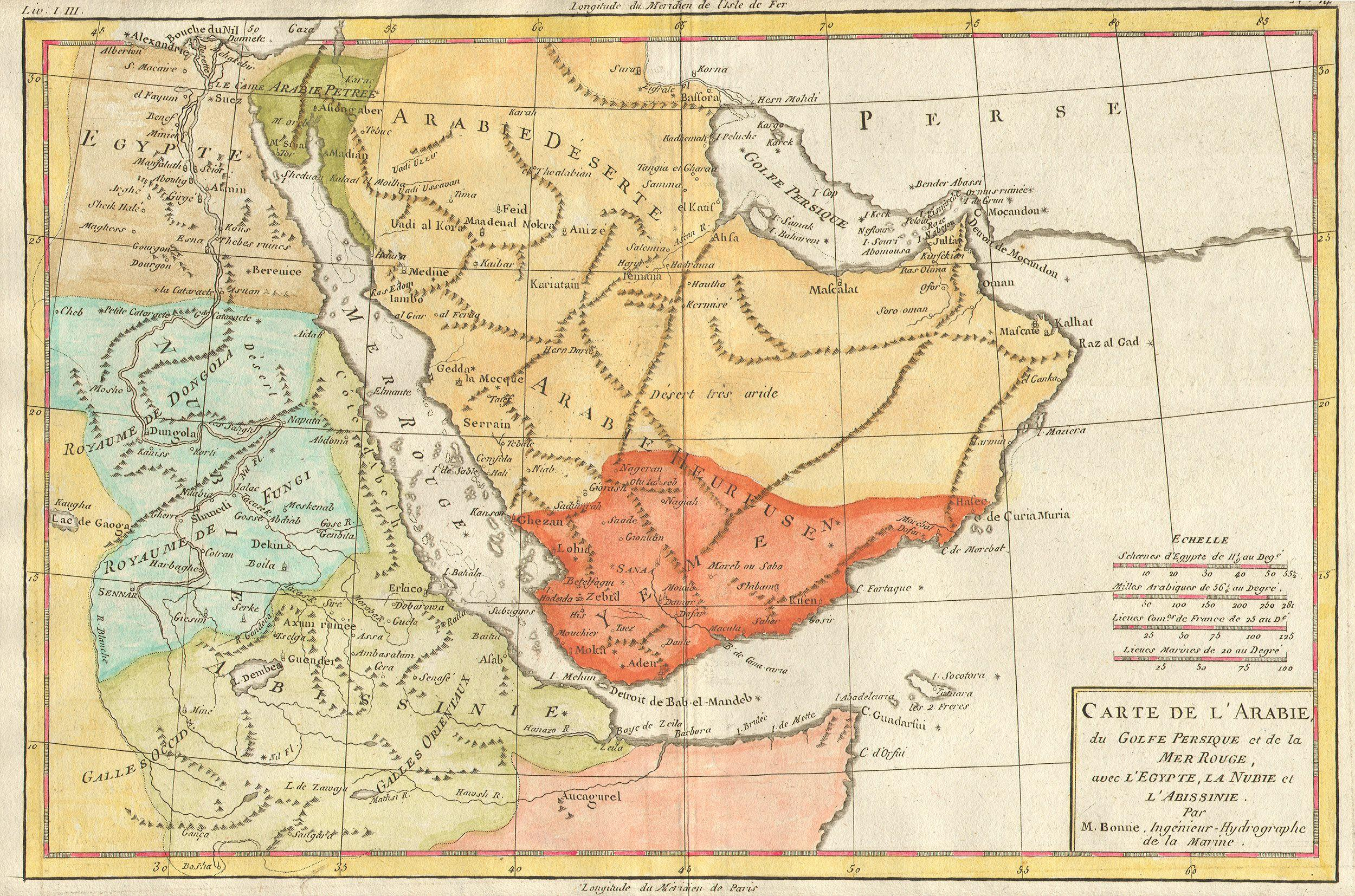
Карта Аравии издания около 1780 года.

Али бен Аббас был одним из около 20 сыновей имама аль-Махди Аббаса, умершего в 1775 году. Во время правления своего отца он был губернатором в Сане. Али возглавлял ряд успешных военных экспедиций против непокорных племен. После смерти отца он успешно утвердился на имамат, приняв имя аль-Мансур Али. Его первые двадцать лет у власти были отмечены периодическими мелкими войнами с непокорными племенами. В частности Саййид по имени Ибн Исхак (ум. 1805) с 1781 по 1785 года возглавил восстание с претензией на имамат, имея поддержку от племени архаб (англ. Arhab). Аль-Мансуру Али I удалось справиться с этими кризисами.

## Движение ваххабитов
События в других частях Аравии привело к тяжелым потерям для Зейдитского государства после 1800 года. Религиозное движение ваххабитов быстро развивалось в Хиджазе. Полунезависимая правитель Абу-Ариш в Тихаме, Шариф Хамуд (ум. 1818), был атакован в 1803 году про-ваххабитским начальником Верхнего Асира, носившим имя Абу Нукта. Потерпев поражение в битве, Шариф Хамуд подчинился ваххабитам. Являясь их вассалом, он взял на себя обязательство разорвать отношения с аль-Мансуром Али I. В течение последующих трех лет он завоевал Тихаму, бывшую в подчинении у имама, в то время как Абу Нукта совершал рейды на территорию ещё лояльную к государству зейдитов. Аль-Мансур Али I подготовил экспедицию в Тихаму в 1806 году, но так и не начал её. Это указывает на слабость Зейдитского имамата в это время. Шариф Хамуд, однако, поссорился с ваххабитским режимом в 1808 году, а в следующем году он убил Абу Нукта во время нападении.

## Конец правления
Характер аль-Мансура Али I обсуждается среди летописцев. Известный религиозный учёный Мухаммед аш-Шоукани, который был его великим кади, писал благоприятно о нём, в то время как другие тексты утверждают, что аль-Мансур Али I оставил управление своим министрам и занялся строительной деятельностью и распутством. С другой стороны, он считался смелым, щедрым и гостеприимным. К началу XIX века его способности стали сдавать, и возникли интриги при дворе в то время, как хаос царил на его земле. Визирь Хасан аль-Улуфи (англ. The wazir Hasan al-Ulufi), который держал реальную власть в Сане, был арестован Ахмедом, сыном состарившегося имама аль-Мансура Али I. Ахмед взял на себя управление в 1808 году. Ему удалось успокоить недовольных соплеменников, которые совершали набеги на окрестности Саны. Когда в 1809 году умер аль-Мансур Али I, его сын стал правителем под именем Ахмед аль-Мутаваккиль.